# Tartarugalzinho
Tartarugalzinho es un municipio ubicado en el este del estado de Amapá en Brasil. Su población es de 17.769 y su área es de 6.712 kilómetros cuadrados (2.592 millas cuadradas). Tartarugalzinho se encuentra a 230 kilómetros (140 millas) de la capital del estado de Macapá. Fue constituido como municipio el 17 de diciembre de 1987.

## Población
De los 12.563 habitantes según el censo de 2010, 6047, alrededor del 48 %, vivían en zonas rurales y 6516, alrededor del 52 %, en zonas urbanas. Aritméticamente, la densidad de población es de 1,9 habitantes por km². El 41 % de la población en 2010 eran niños y jóvenes de hasta 15 años.
| Año  | Residentes |
| 1991 | 3.593      |
| 2000 | 7.121      |
| 2010 | 12.563     |
| 2020 | 17.769     |